# 程庆增
程慶增，男、漢族、中國人民解放軍少將，中共黨員、中共军事、政治人物。歷任中國人民解放軍新疆生產建設兵團軍事部部長、黨委副書記，曾在北京衛戍區任職。